# 4chan
4chan — анонімний англомовний іміджборд, заснований 1 жовтня 2003 року Крістофером Пулом (Christopher Poole). 4chan — один з найбільших осередків інтернет-субкультури та активізму, джерело багатьох відомих мемів.
Станом на 2022 рік 4chan отримує понад 22 мільйони унікальних відвідувачів щомісяця, з яких приблизно половина - зі Сполучених Штатів.
4chan був створений як неофіційний англомовний аналог японського іміджборду Futaba Channel, також відомого як 2chan, і його перші дошки спочатку використовувалися для розміщення зображень та обговорень, пов'язаних з аніме. Сайт описують як центр інтернет-субкультури, спільнота якого вплинула на формування та популяризацію відомих інтернет-мемів, таких як лолкіти, рікролінг, комікси гніву, вояки, жабеня Пепе, а також хактивістських та політичних рухів, таких як Анонімні та ультраправі. 4chan часто ставав об'єктом уваги ЗМІ як джерело суперечок, включаючи координацію розіграшів і переслідування веб-сайтів та інтернет-користувачів, а також розміщення незаконного та образливого контенту внаслідок слабкої політики цензури та модерації. У 2008 році газета The Guardian охарактеризувала спільноту 4chan як "божевільну, підліткову (...) блискучу, смішну і тривожну".